# João José Leal
João José Leal (Tijucas, 14 de agosto de 1941) é um advogado e escritor brasileiro.
Em 22 de junho de 2018 foi eleito membro da Academia Catarinense de Letras (ACL), sucedendo Walter Piazza na cadeira 31.